# Thomas Schroll
Thomas Schroll (Hall in Tirol, 26 novembre 1965) è un ex bobbista austriaco, campione olimpico nel bob a quattro a Albertville 1992.

## Biografia
Prese parte a due edizioni dei Giochi olimpici invernali: ad Albertville 1992 vinse la medaglia d'oro nel bob a quattro con i compagni Ingo Appelt, Harald Winkler e Gerhard Haidacher, superando l'equipaggio svizzero e quello tedesco: il tempo totalizzato fu di 3'53"90, con un distacco leggero dagli avversari, 3'53"92 e 3'54"13 i loro tempi; in quella stessa edizione giunse inoltre quarto nella gara a due. Quattro anni dopo, a Lillehammer 1994, si classificò invece al quinto posto nel bob a due.
Ha inoltre partecipato ai campionati mondiali di Winterberg 1995, dove conquistò la medaglia d'argento nel bob a quattro con Hubert Schösser, Gerhard Redl e Martin Schützenauer.
Agli europei ha invece conquistato tre medaglie nel bob a quattro: l'oro a Igls 1990, l'argento ad Alterberg 1995 e il bronzo a Winterberg 1989.

## Palmarès

### Olimpiadi
- 1 medaglia:
  - 1 oro (bob a quattro ad Albertville 1992).

### Mondiali
- 1 medaglia:
  - 1 argento (bob a quattro a Winterberg 1995).

### Europei
- 3 medaglie:
  - 1 oro (bob a quattro a Igls 1990);
  - 1 argento (bob a quattro ad Alterberg 1995);
  - 1 bronzo (bob a quattro a Winterberg 1989).